# 张国政 (举重运动员)
張國政（1974年7月14日—），籍贯為福建仙游，生于顺昌县，中國舉重運動員。

## 生涯
張國政早於1983年就教练赖枝成、薛行弼的指導之下在業餘体校學習举重運動，於1995年入選云南队，其教练為黄華新。不久後的4年就入選了國家隊，蔡炎书是張國政在國家隊中的教练。
張國政在入選國家隊後的次年先於悉尼奧運69公斤级賽事中飲恨第四名，1年後於九運會奪得金牌。在2002年，張國政在世界锦标赛贏得了冠军。其後1年在亞洲锦标赛贏得冠軍，又衛冕世锦赛的冠军。
2004年，張國政在雅典中的男子69公斤级舉重賽事以347.5公斤的总成绩奪取了一面金牌。2006年12月，他於多哈亞運會的舉重項目男子69公斤級小項以總成績336公斤奪得金牌。2007年世錦賽再次奪冠後，張國政極有可能第三次踏上奧運會賽場，但最終因身體原因錯過了北京奧運會，遭遇落選打擊的他選擇結束自己的舉重生涯。2010年，張國政競聘成為北京體育大學附屬競技體校的副校長。